# Lucia Albano
Lucia Albano (San Benedetto del Tronto, 11 febbraio 1965) è una politica italiana.

## Biografia
Dopo la maturità classica, nel 1988 si laurea in Economia e Commercio presso l'Università Politecnica delle Marche, abilitandosi poi per la professione di commercialista, che svolge dal 1990, e per l'insegnamento di Diritto ed Economia. Esperta in tecnologie informatiche, dal 1993 è insegnante di informatica in istituti superiori della provincia di Ascoli Piceno, svolgendo altresì numerose attività di consulenza e valutazione presso enti pubblici e privati della zona. 
Sposata con Salvatore Nico, ex presidente dell'Azienda multiservizi di San Benedetto del Tronto, ha due figli.

## Attività politica
Alle elezioni politiche del 2018 si candida alla Camera dei deputati, tra le lista di Fratelli d'Italia nel collegio plurinominale Marche - 01, risultando la prima dei non eletti. Tuttavia il 22 ottobre 2020 diventa deputata subentrando a Francesco Acquaroli, dimessosi per incompatibilità in quanto eletto presidente della Regione Marche. Nella XIX legislatura della Repubblica è stata componente della 6ª Commissione Finanze e, brevemente, della 9ª Commissione Trasporti, poste e telecomunicazioni.
Alle elezioni politiche anticipate del 2022 viene ricandidata alla Camera, tra le liste di Fratelli d'Italia come capolista nel collegio plurinominale Marche - 01, venendo eletta a Montecitorio.
Con la vittoria della coalizione di centro-destra alle politiche del 2022 e la seguente nascita del governo presieduto da Giorgia Meloni, il 31 ottobre 2022 viene indicato dal Consiglio dei Ministri come sottosegretario di Stato al Ministero dell'economia e delle finanze, entrando in carica dal 2 novembre e affiancando il ministro Giancarlo Giorgetti, ottenendo poi ledeleghe in materia di dissesto idrogeologico e ricostruzione e sviluppo dei territori colpiti dal sisma.